# 關西高等學校
關西高等學校是位於日本岡山縣岡山市北區西崎本町地區的私立高等學校。
其棒球部自1980年代起成為岡山縣的常勝軍，曾多次代表岡山縣參加全國高等學校棒球錦標賽（夏季甲子園）或被選入選拔高等學校棒球大會（春季甲子園），其中入選春季甲子園已累積超過十次。

## 歷史
前身可以追溯至1887年在岡山市中山下地區成立的藥劑師養成學校「私立岡山藥學校」，1890年配合舊制第三高等學校醫學部設立藥學科，改設為「私立岡山醫藥學預備校」，並於1893年遷移至野田屋町。
1894年配合高等學校令更名為「私立高等學校醫科預備門」，同年底又改設為舊制中學校成為「私立關西尋常中學校」，1899年配合日本政府的政策更名為「關西中學校」，並於1900年遷移至現址。
1919年岡山縣政府一度計畫將本校改為縣立並成為「第二岡山中學校」，但遭到校方拒絕。
1948年配合日本的學制改革成為「關西高等學校」。